# Sittengesetz
Sittengesetz ist als Bezeichnung für eine ethische Norm ein Begriff der Philosophie, der Theologie und der Rechtswissenschaft.
In der Philosophie versteht man unter Sittengesetz im Anschluss an die Begriffsverwendung Immanuel Kants ein von positiven Gesetzen und Konventionen unabhängiges, als objektiv existierend und überzeitlich betrachtetes „Gesetz“, das in manchen philosophischen Lehren als Teil einer verpflichtenden Natur- oder Seinsordnung betrachtet wird. In der katholischen Moraltheologie bezeichnet der Ausdruck eine naturgegebene, für den vernunftbegabten Menschen einsichtige und verpflichtende ethische Ordnung. Im verfassungsrechtlichen Verständnis umfasst das Sittengesetz alle sittlichen Normen, die als Allgemeingut der Zivilisationen weltweit anerkannt sind.

## Kant
Kant verwendete die Ausdrücke moralisches Gesetz und Sittengesetz synonym. Er bezeichnet damit das von ihm angenommene Grundgesetz der reinen praktischen Vernunft, das ein Handeln nach universalisierbaren Maximen gebietet. Dieses Gebot ist im kategorischen Imperativ formuliert, der fordert, dass eine Maxime nur dann gültig ist, wenn sie zum Prinzip einer allgemeinen Gesetzgebung gemacht werden kann. Unter moralischen Gesetzen im Plural versteht Kant die einzelnen moralischen Normen, die mit dem Sittengesetz übereinstimmen.

## Theologie
Innerhalb der christlichen Glaubenslehre sind das sogenannte sittliche Gesetz und in weiterer Konsequenz das „natürliche Sittengesetz“ (auch sittliches Naturgesetz, natürliches sittliches Gesetz oder Naturrecht) beispielsweise im Katechismus der Katholischen Kirche erläutert: Es schreibt dem Menschen die Wege und Verhaltensregeln vor, die zur verheißenen Seligkeit führen, und verbietet die Wege, die von Gott wegführen. Eine enge theologische Auslegung nach der Lesart des Heiligen Augustinus und unter dem Hinweis auf Bibelstellen, wie im Hebräerbrief 10,16 , ist sogar nur auf die Zehn Gebote als sittliches Gesetz beschränkt.